# Полтавська обласна премія імені Івана Котляревського
Полтавська обласна премія імені І. П. Котляревського — щорічна премія, заснована Полтавською обласною радою з нагоди 55-річчя Полтавського літературно-меморіального музею І. П. Котляревського та наближення визначної дати — 250 років від дня народження самого Івана Котляревського.
Присуджується з 2007 року.
Основна мета обласної премії імені І. П. Котляревського — вшанування жителів області, які своєю професійною та громадською діяльністю сприяють розвитку української літературної мови, театрального мистецтва, української класичної та сучасної музики.
Дата вручення премії — 9 вересня (щороку), у день народження І. П. Котляревського. Фінансування здійснюється з обласного бюджету за рахунок асигнувань по галузі «Культура».

## Номінації
Премія присуджується у номінаціях:
«Театральна діяльність»Нагороджуються митці, які професійно займаються театральною діяльністю і мають вагомі здобутки у популяризації українського театру.
«Слово»Нагороджуються учасники аматорських, молодіжних та шкільних театрів, які мають у своєму творчому доробку вистави українською мовою, а також читці, декламатори, ведучі, конферансьє, які популяризують українську мову.
«Музично-пісенна творчість»Нагороджуються виконавці класичних та автори і виконавці сучасних українських музичних творів.
«Поетичний твір»Нагороджуються поети, які мають творчі доробки українською мовою.
«Сучасна проза»Нагороджуються автори прозових творів, які популяризують українську мову.
«Медіапроект»Нагороджуються автори радіо-, телепередач, документальних та публіцистичних фільмів, автори публікацій періодичних видань, чиї роботи популяризують українську мову.
«Подія року»Нагороджуються члени творчих спілок, громадських організацій, представники творчої інтелігенції за реалізацію заходів, спрямованих на утвердження української мови.

## Лауреати
Засідання оргкомітету проводиться щороку, не пізніше 30 серпня. Рішення оргкомітету про присудження премії оприлюднюється у засобах масової інформації. Дипломи лауреатів премії та грошова винагорода вручаються переможцям на урочистій церемонії нагородження за участі представників творчої інтелігенції та громадськості.

### 2007 рік
Номінація «Наука»:
- Микола Степаненко — декан філологічного факультету Полтавського державного педагогічного університету імені В. Г. Короленка за вагомий внесок у розвиток української мови, багаторічну плідну працю на ниві української культури, наукову і громадську діяльність.

Номінація «Освіта»:
- Олександр Білоусько — директор центру дослідження історії Полтавщини, автор видавничого проєкту "Історія Полтавщини;
- авторський колектив науковців кафедри українознавства та гуманітарної підготовки Полтавського національного технічного університету імені Юрія Кондратюка (Надія Кочерга, Алла Лисенко, Світлана Дорошенко) за навчальний посібник-хрестоматію «Полтавщина в літературному часі і просторі».

Номінація «Культура»:
- мистецька родина Пилюгіних (подружжя — Євген, Лариса, доньки — Ольга і Наталія) — художники декоративно-ужиткового мистецтва;
- колектив науковців Полтавського літературно-меморіального музею І. П. Котляревського (Людмила Орлова, Євгенія Стороха, Валентина Скриль, Лариса Лобінцева, Зінаїда Педан).

Номінація «Засоби масової інформації»:
- Микола Ляпаненко, генеральний директор Полтавської ОДТРК «Лтава».

Номінація «Військова справа»:
- Валерій Оснач — старший викладач Полтавського військового інституту зв'язку за наукові публікації з історії українського війська.

Номінація «Медицина»:
- В'ячеслав Ждан — ректор Української медичної стоматологічної академії.

Номінація «Суспільна діяльність»:
- Володимир Пащенко — ректор Полтавського державного педагогічного університету імені В. Г. Короленка.

### 2008 рік
Номінація «Освіта»:
- Зоя М'ясоїд, методист методичного кабінету управління освіти Полтавського міськвиконкому.

Номінація «Культура»:
- Володимир Тарасенко, заслужений працівник культури України.

Номінація «Засоби масової інформації»:
- Олег Гаврильченко, головний редактор газети «Хлібороб».

Номінація «Військова справа»:
- Володимир Ромаскевич, полковник Полтавського козацького куреня козацького Війська Запорізького низового.

Номінація «Медицина»:
- Олександр Сиченко, заступник головного лікаря Лубенської центральної міської лікарні.

Номінація «Суспільна діяльність»:
- колектив пісенно-танцювального ансамблю «Полтава».

Номінація «Наука»:
- Ольга Коваленко, завідувачка відділу обласного інституту післядипломної педагогічної освіти імені Михайла Остроградського;
- Тетяна Балагура, вчитель-методист Полтавського міського ліцею імені Івана Котляревського.

### 2009 рік
Номінація «Наука»:
- Леонід Стороженко, доктор технічних наук, професор, дійсний член Академії будівництва та Інженерної академії України;

Номінація «Освіта»:
- Вікторія Сарапин, кандидат філологічних наук, доцент кафедри культурології та історії Полтавського університету споживчої кооперації України;

Номінація «Культура»:
- Ольга Хало, письменниця;
- Михайло Олефіренко, письменник;

Номінація «Засоби масової інформації»:
- Іван Циган, редактор газети «Решетилівський вісник»;

Номінація «Військова справа»:
- Анатолій Курінний, вчитель історії Попівської загальноосвітньої школи І-ІІ ступенів № 2 Карлівського району;

Номінація «Медицина»:
- Віталій Закладний, головний лікар Полтавського обласного психоневрологічного диспансеру;

Номінація «Суспільна діяльність»:
- Олена Гаран, голова Полтавської обласної організації Національної спілки письменників України.

### 2010 рік
Номінація «Театральна діяльність»:
- Вітрюк Алла Георгіївна — провідний майстер сцени Полтавського академічного обласного театру ляльок.

Номінація «Слово»:
- Цебрій Ірина Василівна — доцент, керівник студентського аматорського театру «Фабула» Полтавського національного педагогічного університету імені В. Г. Короленка.

Номінація «Музично-пісенна творчість»:
- Данилейко Володимир Григорович — поет, культуролог, фольклорист.

Номінація «Поетичний твір»:
- Басараб Іван Михайлович — вчитель Ланнівської загальноосвітньої школи І-ІІІ ступенів Карлівського району, член Полтавської спілки літераторів.

Номінація «Сучасна проза»:
- Мирний Володимир Степанович — член Національної спілки письменників України.

Номінація «Медіапроект»:
- Дідик Інна Станіславівна — редактор телебачення Полтавської обласної державної телерадіокомпанії «Лтава».

Номінація «Подія року»:
- Скакун Віталій Михайлович — завідувач музичної частини Полтавського академічного обласного українського музично-драматичного театру імені М. В. Гоголя, народний артист України.